# Friburguense Atlético Clube
Maillots
Dernière mise à jour : 8 février 2012.
Le Friburguense Atlético Clube est un club brésilien de football basé à Nova Friburgo dans l'État de Rio de Janeiro.

## Palmarès
- Championnat de Rio de Janeiro de football de deuxième division : 1997